# Танцівники Нойо
«Танцівники Нойо» (англ. The Dancers of Noyo) — науково-фантастичний роман американської письменниці Маргарет Сент-Клер, що вийшов у видавництві Ейс Букс 1973 року.

## Сюжет
Самюел Макгрегор належить до племені Республіки Каліфорнія; плем'я — одна з форм суспільної організації, до якої жителі Каліфорнії повернулися після жахливої смертоносної епідемії раку кісток. Вони посилаються на індіанську типологію й певним чином керують ними Танцюристи, або андроїди, клоновані вченим О'Харою з клітин такого собі Беннета, єдиного, чий організм продемонстрував будь-який опір епідемії.
Танцюристи примусово (підсилені «Мандаринами» та «Месниками», а точніше молодшими представниками племені) проводять містичні практики давніх індіанських племен над молодими людьми, вбиваючи тих, хто проти цього. Самуїл відмовляється брати участь у священних танцях й змушений здійснити ритуальну подорож у пошуках містичного бачення Святого Грааля.
З видіннями й галюцинаціями, змінами особистості, Самюел отримує допомогу від Франчески О'Хари, дочки вченого, з іншого племені, інших танцюристів та месників, при цьому він дізнається, що метою цього насильства є закупівля людських тіл, щоб компенсувати створення андроїдів та увічнення виду Танцюристів.
Самюела наздоганяють у момент бачення Святого Грааля, йому вдається вбити одного Танцюриста, а отже, й всіх інших, завдяки чому руйнується ця змова, а молодим людям повертається свобода.